# Buffalo Center
Buffalo Center est une ville du comté de Winnebago (Iowa). La population s'élevait à 905 personnes en 2010. Son code ZIP est 50424.

## Géographie
D'après l'United States Census Bureau, la ville a une superficie de 2,8 km2 dont aucune partie n'est immergé.